# Stenevelt
Stenevelt (ook: Steneveld) was een kasteel en buitenplaats in de Nederlandse stad Leiden, provincie Zuid-Holland. Van het kasteel zijn geen zichtbare restanten in het landschap overgebleven.

## Geschiedenis
De oudste vermelding van een huis Stenevelt dateert uit 1541. Het betreft een transactie tussen Floris Gerritsz. van Steenevelt (†1579) en zijn vader Gerrit Jan Kerstantsz. (circa 1460-1544), waarbij Floris het goed Stenevelt in bezit kreeg. Een jaar later droeg Floris dit bezit weer over aan zijn zus Beatrix (circa 1481-1572) en haar echtgenoot Vranck Paets (†1544), die het als zomerhuis gebruikten.

### Bouw van het huis
Het huis Stenevelt zal rond 1500 zijn gebouwd door Gerrit Jan Kerstantsz. Hij was afkomstig uit een aanzienlijke Leidse familie: zijn broer Willem Jan (circa 1460-1519) was schepen, burgemeester en veertigraad, terwijl hun vader Jan (circa 1435-1514) actief was als veertigraad en schepen. Gerrit Jan werd in 1515 benoemd tot hoogheemraad van Rijnland en noemde zich toen Gerrit Jansz. van Steeneveld. Dit is de eerste keer dat Stenevelt als achternaam werd gebruikt. Het is dan ook aannemelijk dat Gerrit Jan de eerste eigenaar van het goed Stenevelt was en als zodanig ook de bouwheer van het huis. Het bezit van een dergelijk huis gaf hem namelijk aanzien en dat maakte het logisch om de naam van het huis als achternaam te gebruiken.

### Beleg van Leiden
In 1544 overleed Vrank Paets. Zijn weduwe Beatrix woonde in het huis Stenevelt tot aan haar overlijden in 1572. Hun dochter Jannetje Paets (†1566) was gehuwd met Cornelis Huygenz. van Thoorenvliet en zij erfde Stenevelt van haar ouders.
Vanwege het beleg van Leiden in 1573-1574 besloot het stadsbestuur om alle stenen gebouwen rondom te stad af te breken, zodat deze niet door het Spaanse leger gebruikt konden worden. Hieronder viel ook Stenevelt, dat in januari 1574 werd gesloopt, net als het nabijgelegen Zijlhof.

### Herbouw
Andries Cornelisz. van Thoorenvliet, de zoon van Jannetje Paets en Cornelis van Thoorenvliet, erfde Stenevelt en werd in 1594 als eigenaar genoemd. Het goed bestond toen uit landerijen; van een huis was kennelijk geen sprake meer. Andries liet Stenevelt in 1609 na aan zijn zus Machteld (circa 1588-1641).
In 1642 vererfde Stenevelt naar Gillis van Heussen Steffensz. (†1660), de echtgenoot van Machtelds achternichtje Weynina (†1650). Het echtpaar bleef kinderloos en Stenevelt kwam nu aan Gerrit van Heussen. Hij zal rond 1660-1662 een nieuw herenhuis Stenevelt hebben gebouwd, want hij bepaalde in 1662 dat het 't Huys genaemt Stienevelt aan zijn zoon Steffen van Heussen zou toekomen en altijd binnen de familie diende te blijven.

### Van buitenplaats tot boerderij
De laatste eigenaar uit de familie Van Heussen was de priester Hugo (1659-1719). Zijn erfgenamen verkochten in 1722 de buitenplaats aan mr. Pieter Versijden, de eigenaar van Zijlhof. In 1806 werd Appolline Josephina Versijden van Varick (1771-1855) vermeld als als mede-eigenaresse van het goed. Zij was getrouwd met baron Jacques Joseph Dominique d'Anethan (1769-1841), waardoor Stenevelt in zijn familie terecht kwam. In 1854 werd het goed Steneveld verkocht aan Dirck Lammers uit Den Haag. Hij overleed in 1875.
Het herenhuis Stenevelt was waarschijnlijk al in de 18e eeuw verdwenen. De kadastrale kaart van 1835 toont nog slechts een klein gebouw op het kasteelterrein en in 1875 ging het om een bouwhuis met wat bijgebouwen. De buitenplaats was dus teruggebracht tot een boerderij.

### Archeologisch onderzoek
Het terrein is in de 20e eeuw bebouwd geraakt met bedrijven, waaronder een scheepswerf. Deze werden in de jaren 80 gesloopt. In 1982 volgde een klein archeologisch onderzoek. Bij de bodemsanering die in 1989 plaatsvond, werd uitgebreider archeologisch onderzoek uitgevoerd. Het gebied is hierna bebouwd met woningen en op de kasteellocatie zelf verscheen het Steneveltpark.

## Beschrijving
Bij de bodemsanering in 1989 is archeologisch onderzoek gedaan naar de restanten van Stenevelt. Er werden funderingen en een riool aangetroffen en de loop van de grachten werd bepaald. Ook werd er aardewerk aangetroffen uit de periode 1450-1574.
Uit het onderzoek kwam naar voren dat Stenevelt rond 1500 was gebouwd. Het rechthoekige gebouw was minimaal 15 bij 25 meter en maximaal 22 bij 30 meter groot en had een traptoren. De funderingen waren licht uitgevoerd en de gebruikte baksteen was klein. De muurdikte was slechts 50cm, zoals destijds ook een eis was van de stad Leiden: uit het oogpunt van veiligheid mochten er namelijk geen versterkte huizen worden gebouwd in de nabijheid van de stadsmuur. Naast het hoofdgebouw zijn ook restanten van bijgebouwen gevonden. Het is echter onduidelijk of alle aangetroffen fundamenten uit dezelfde periodes stammen. Het is tevens onbekend of Stenevelt op enige moment een verdieping had of altijd slechts alleen één bouwlaag telde.
Na de gedwongen afbraak in 1574 duurde het tot 1660 voordat er herbouw plaatsvond. In de 18e eeuw verviel het huis en het werd opgevolgd door een boerenbedrijf.
Op 16e-eeuwse kaarten staat Stenevelt afgebeeld als een kasteelachtig gebouw met een slotgracht. Andere afbeeldingen van Stenevelt zijn niet bekend.

### Middeleeuwse voorganger?
Door enkele auteurs - waaronder Hugo van Heussen (1719) en Fockema Andreae (1952) - is gesuggereerd dat er reeds in de middeleeuwen een kasteel Stenevelt bestond. Dit kasteel zou dan in 1420 bij de Hoekse en Kabeljauwse twisten zijn verwoest. Uit de archiefstukken komt echter nergens naar voren dat er in 1420 een kasteel Stenevelt bestond, terwijl alle overige kastelen rondom Leiden - zoals de in 1420 verwoeste kastelen Zijlhof en Ten Waarde - wél in de documenten staan beschreven. De in 1989 teruggevonden fundamenten en aardewerk tonen eveneens aan dat de oudste bebouwing van Stenevelt pas dateert uit eind 15e eeuw.
Abbenbroek · Abspoel · Adegeest · Slot Alkemade ·  Altena · Arkelsburg · Bellesteyn · Huis ten Berghe · Binckhorst · Binnenhof · Blijdestein · Te Blotinghe · Boekenburg · Boekhorst · Boshuysen · Bulgersteyn · Burcht (Leiden) · Burcht (Voorne) · Slot Capelle · Coebel · Cranenburg · Crayestein · Cronesteyn · Crooswijk · Develstein · 't Huys Dever · Dirks Steenhuis · Ter Does · Duivenstein · Duivenvoorde · Endegeest · Endepoel · Foreest · Giessenburg · Gravensteen · Groot Haesebroek · 's Heeraartsberg · Hof van Wateringen · Holy · Slot Honingen · Kasteel van de Heren van Arkel · Kasteel van Gouda · Keenenburg · Kasteel Keukenhof · Klein Poelgeest · Huis te Langerak · Langestein · Huis te Liesveld · Ter Lips · De Loo · Madeburcht · Marenburch · Meerburg · Huis te Merwede · Huis ter Mey · Kasteel van der Meye · Niemandsvriend · Noordeloos · Oud-Berendrecht · Oud-Poelgeest · Oud Teylingen · Paddenpoel · Persijn · Groot Poelgeest · Hof van Putten · Puttensteyn · Landgoed De Raephorst · Kasteel Ravesteyn · Kasteel van Rhoon · Rijnegom · Rijnenburg · Huis te Riviere · Rodenburg · Hofstad Rodenrijs · Rodenrijs · Rosenburgh · Huis Roucoop · Santhorst · Schelluinderberg · Schonenburg · Kasteel van Schoonhoven · Souburgh · Spangen · Starrenburg · Huis ter Specke · Steenvoorde · Stenevelt · Slot Teylingen · Den Toll · Torenvliet · Slot Valckesteyn · Huis ter Waard · Warmont · Ter Weer · Hof van Wena · Kasteel Westerbeek · Huis te Woude · Kasteel van IJsselmonde · 't Zand · Huis Zevender · Kasteel aan de Zevender · Zijlhof · Zonneveld · Huis Zuidwijk · Zwieten